# جبل نيحا
جبل نيحا أحد جبال سلسلة جبال لبنان الغربية. يطل على بلدة نيحا الشوفية ونيحا البقاعية.